# Centraal Joods Overleg
Het Centraal Joods Overleg (CJO) is een samenwerkingsverband van Joodse organisaties in Nederland. Het is gevestigd in Amsterdam en werd in 1998 opgericht om de belangen van de Joodse gemeenschap te behartigen bij de overheid en in de samenleving. Het Overleg richt zich onder andere op het mogelijk maken van geïnstitutionaliseerd overleg over zaken van algemeen Joods belang; het bewaken van en zo nodig opkomen voor de rechten en belangen van de Joodse gemeenschap in Nederland; het vertegenwoordigen van
de Joodse gemeenschap in Nederland en zodanig als woordvoerder optreden. Het stelt zich daartoe tot doel een verbindende rol te spelen tussen de verschillende groepen binnen de Joodse gemeenschap.
Sinds 2011 organiseert het CJO jaarlijks de nationale Kristallnachtherdenking in de Portugese synagoge te Amsterdam.

## Organisaties
De Vereniging Centraal Joods Overleg heeft zeven leden:
- Portugees-Israëlietisch Kerkgenootschap (PIK)
- Nederlands-Israëlitisch Kerkgenootschap (NIK)
- Verbond van Liberaal-Religieuze Joden in Nederland
- Federatie Nederlandse Zionisten (FNZ)
- Stichting Joods Maatschappelijk Werk (JMW)
- Centrum Informatie en Documentatie Israel (CIDI)
- Nederlands Joodse Jeugd (NJJ)

Elke genoemde organisatie is vertegenwoordigd binnen het CJO. Als er zaken spelen van algemeen Joods belang is het niet handig als alle Joodse organisaties ieder voor zich overleggen met bijvoorbeeld een gemeente of een overheid. In dat soort gevallen vertegenwoordigt het CJO alle organisaties en voert het overleg. Voorts bewaakt het CJO de rechten en belangen van de Joodse Gemeenschap in Nederland en treedt op als spreekbuis van deze gemeenschap. Het CJO houdt zich niet bezig met religieuze zaken.

## Bestuur
Het dagelijks bestuur bestaat uit Chanan Hertzberger, voorzitter (namens het NIK); Hans Weijel, vicevoorzitter (namens LJG); en Dave Heilbron, penningmeester/bestuurslid (namens het CIDI). 

## Teruggave oorlogstegoeden
Het CJO houdt zich onder andere bezig met de teruggave en verdeling van Joodse oorlogstegoeden. In 1999 en 2000 werd overeenstemming bereikt met de Nederlandse Overheid, banken, beurs en verzekeraars. Dit resulteerde in teruggave van 364,74 miljoen euro. Het ging daarbij om teruggave van Nederlands Joods bezit en niet over bijvoorbeeld vergoedingen voor het tijdens en na de oorlog veroorzaakte leed. De verdeling werd uitgevoerd door het Bureau Maror-gelden.